# Auersthal
Auersthal – gmina targowa w Austrii, w kraju związkowym Dolna Austria, w powiecie Gänserndorf. Według danych Austriackiego Urzędu Statystycznego liczyła 1 886 mieszkańców (na 1 stycznia 2014).